# Болеслав Лещинський

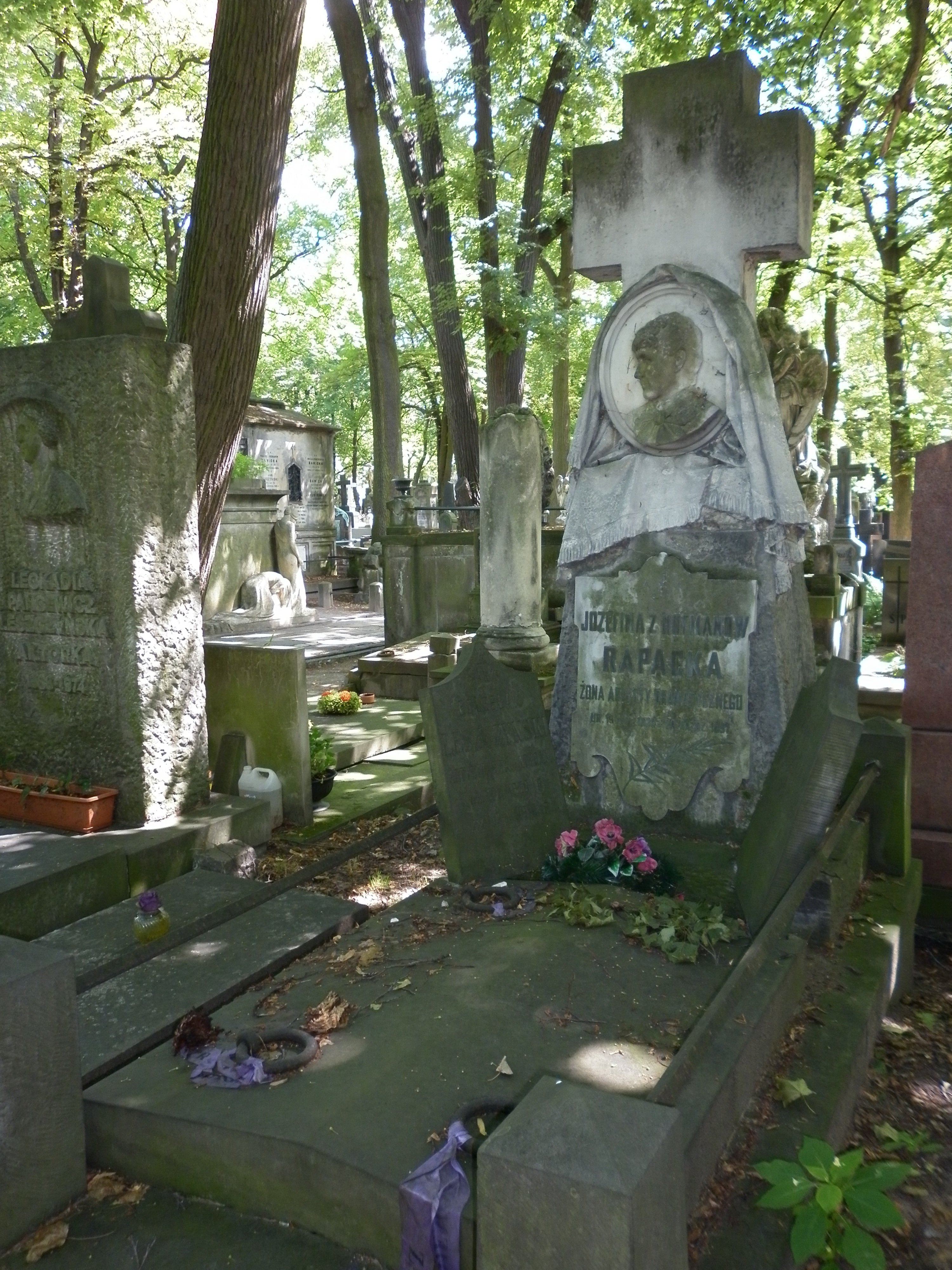
Поховання Б. Лещинського на Повонзківському цвинтарі Варшави

Болесла́в Лещи́нський (пол. Bolesław Leszczyński; нар. 14 серпня 1837, Темний ліс (зараз Краснодарський край), Російська імперія — пом. 12 червня 1918, Варшава, Королівство Польща) — польський театральний і кіноактор, один з найвизначніших польських трагіків.

## Біографія
Болеслав Лещинський — син майора польських військ, засланого на Кавказ за участь у листопадовому повстанні 1830 року. Матір Болеслава була акторкою. З 1857 року Лещинський навчався у Варшавській драматичній школі.
У 1858 році дебютував у Плоцьку в трупі Т. Хелховського в ролі Квакера («Квакер і танцівниця»). Виступав у Вільно, Львові, Кракові, Празі. З 1872 року — актор театру «Вельки» у Варшаві. У 1882—1884 гастролював у Росії. Грав як комедійні, так і трагічні ролі, проте саме за виконання других увійшов в історії польського театру як найвизначніший трагік. Його найкраща роль — Отелло («Отелло» Вільяма Шекспіра).
У 1912—1915 роках знімався в кіно («Воєвода» (1912), «Трагедія в сандомирському замку» (інша назва «Зачароване коло», 1915).

## Особисте життя
Болеслав Лещинський був тричі одружений. Його третя дружина Гонората Лещинська (1864—1937) і син Єжи Лещинський (1884—1959) були також відомими польськими акторами.
Помер Болеслав Лещинський 12 червня 1918 у Варшаві. Похований на варшавському Повонзківському цвинтарі.

## Обрані театральні ролі
- Петруччо, дворянин з Верони («Приборкання норовливої» В. Шекспіра),
- Воєвода («Мазепа» Ю. Словацького),
- Король Собеський («Оборона Відня»)
- Хлестаков («Ревізор» М. Гоголя)
- «Король Лір», «Макбет» і «Багато галасу з нічого» В. Шекспіра
- «Золоте руно» та ін.

## Фільмографія
| Рік  | Українська назва | Оригінальна назва | Роль    |
| ---- | ---------------- | ----------------- | ------- |
| 1912 | Воєвода          | Wojewoda          | воєвода |
| 1915 | Зачароване коло  | Zaczarowane kolo  | воєвода |